# Gornji Furjan
Gornji Furjan is een plaats in de gemeente Slunj in de Kroatische provincie Karlovac. De plaats telt 132 inwoners (2001).